# МТГ – Делфин
„МТГ – Делфин“ АД или Морска техническа групировка Делфин е единственото предприятие в България за производство на специализирани кораби. Корабостроителницата разполага с два плаващи дока на Варненското езеро в близост до с. Езерово.

## История
Предприятието е основано през 1991 г. като събирателно дружество с фирма СД „Делфин 1 - Стоянов и сие“, а през 1993 г. се преобразува в ООД с фирма „Делфин-1“.
В съвременния си вид предприятието съществува от 2005 година след сливане на две предходни корабостроителни и кораборемонтни предприятия, съществиващи от 1991 г. – „Корал-Ко“ АД и „Делфин-1“ ООД, при което приема името „Морска техническа групировка Варна“ – АД. Същата година се преименува на „МТГ-Делфин“ АД.
Корабостроителницата е член на Българска национална асоциация по корабостроене и кораборемонт от основаването ѝ през 2009 година.

## Дейност
Предприятието се занимава с корабостроене, оборудване и кораборемонт на плавателни съдове.

### Кораборемонт
Предприятието се занимава с кораборемонт от основаването на предходните предприятия през 1991 г., която дейност продължава и след сливането през 2006 г.

### Корабостроене
Първите инвестиции в корабостроителна дейност датират от 1997 г. През 1998 г. корабостроителницата закупува незавършен плаващ док от гр. Херсон, Украйна, който довършва и използва за корабостроене. Корабостроителницата се специализира в строежа на специализирани плавателни съдове, като изследователски кораби, дренажни кораби, саморазтоварващи се драги и др.
Към 2014 г. „МТГ – Делфин“ е единствената българска компания, която се занимава със строеж на кораби на територията на България.
През 2021 г. корабостроителницата започва строежа на два нови многофункционални модулни патрулни кораба за ВМС на Република България. Поръчката се изпълнява съвместно с германската корабостроителница Naval Vessels Lurssen – NVL B.V. & Co. KG. Плавателните съдове се строят с дължина на корпусите 90 метра и водоизместимост от приблизително 2300 тона и са базирани на дизайн на NVL.